# Bataille de Wareo
Campagne de Nouvelle-Guinée de la Seconde Guerre mondiale
Batailles
- Scarlet Beach
- Finschhafen
- Sattelberg
- Wareo
- Long Island
- Sio
- Saidor
- Madang

La bataille de Wareo est un affrontement de la campagne de la péninsule de Huon, qui a opposé entre le 27 novembre et le 8 décembre 1943 les troupes australiennes et japonaises en Papouasie-Nouvelle-Guinée pendant la Seconde Guerre mondiale.

## La bataille
Suivant la prise de Sattelberg par les Alliés, la bataille a lieu au milieu de l'avancée australienne vers le nord en direction de Sio. Les Australiens engagent des éléments de quatre brigades d'infanterie de la 9e division australienne avec des éléments de soutien comprenant de l'artillerie, des ingénieurs et un soutien de chars, tandis que la force japonaise se compose principalement de deux régiments d'infanterie épuisés de la 20e division, avec un soutien d'artillerie limité.
L'avancée australienne dans cette région se développe en trois poussées. À l'ouest, les forces avancent vers le nord depuis Sattelberg après sa capture, tandis qu'à l'est, une avancée est effectuée depuis la colline du Nord sur la côte, au nord de la plage Scarlet, où les Australiens ont débarqué plus tôt dans la campagne. Une percée plus petite est menée au centre de Nongora, qui se trouve entre les deux autres, bien que celle-ci s'avéra limité et relira ensuite la route côtière. Bien que possédant des forces importantes, les forces australiennes ont du mal à progresser. De fortes pluies et un terrain accidenté ralentissent les efforts de réapprovisionnement australiens et réduisent la mobilité de leurs éléments de manœuvre. La maladie et la fatigue épuisent également leur infanterie, comprenant plus de victimes de maladies que dû aux combats.
Les unités japonaises de la région sont également fortement défendues, mais manquent de ravitaillement et sont finalement forcées de se replier plus au nord. Le village de Wareo tombe aux mains des Alliés le 8 décembre, qui parviennent à établir une ligne de front à l'est de Wareo à Gusika sur la côte. Depuis celle-ci, ils mèneront d'autres avancées vers le nord plus tard dans le mois et au début de janvier 1944.

### Lectures complémentaires
- United States Far Eastern Command, No. 38 Southeast Area Operations Record 18th Army Operations, Volume II (June 1943 – February 1944), Washington, DC, Department of the Army, coll. « Japanese Monographs » (OCLC 6166660)